# 罪惟錄
《罪惟錄》，原名《明書》，作者查繼佐，為記載明朝至南明史事的紀傳體史書。傳世唯有一部，齊魯書社對其進行點校。

## 沿革
查繼佐於崇禎十七年（1644年）始修明史，易稿數十次，初名明書，因牽連莊廷鑨私刻「明史」案下獄，以「獲罪惟錄書」而署書名。《罪惟錄》有〈帝紀〉二十二卷，〈志〉三十二卷，〈列傳〉三十六卷。經張宗祥、姜佐禹等人整理，定為一百零二卷。
《罪惟录》純屬私修，修成後更不敢公開，一直在夹壁墙里，辛亥革命后始公之于世。